# ركبة (حديبو)

تعديل مصدري - تعديل

ركبة هي إحدى قرى مديرية حديبو التابعة لمحافظة سقطرى، بلغ تعداد سكانها 28 نسمة حسب تعداد اليمن لعام 2004.